# Peter Baker (calciatore 1931)
Peter Russell Baker (Hampstead, 10 dicembre 1931 – 27 gennaio 2016) è stato un calciatore inglese, difensore.

## Carriera
È stato inserito nel Tottenham Hotspur Hall of Fame.

## Palmarès

### Club

#### Competizioni nazionali
- Campionato inglese: 1

Tottenham: 1960-1961
- Coppa d'Inghilterra: 3

Tottenham: 1960-1961, 1961-1962, 1966-1967
- Charity Shield: 2

Tottenham: 1961, 1962

#### Competizioni internazionali
- Coppa delle Coppe: 1

Tottenham: 1962-1963